# كرايغ فلورنوي
كرايغ فلورنوي (بالإنجليزية: Craig Flournoy)‏ هو صحفي أمريكي، ولد في 26 يونيو 1951 في شريفبورت في الولايات المتحدة.